# Wiki
Wiki oziroma viki je spletišče, ki uporabnikom omogoča urejanje, spreminjanje in brisanje vsebine prek spletnega brskalnika. Pri tem se običajno uporablja poenostavljen označevalni jezik ali spletni urejevalnik obogatenega besedila. Wikije poganja wikiprogramje. Večinoma se tvorijo kolaborativno.
Wikiji služijo številnim namenom, npr. upravljanju znanja in zapisovanju zapiskov. Wikiji so lahko tudi spletne strani skupnosti in intraneti. Nekateri dovoljujejo uporabo na različnih ravneh dostopa. Pravice urejanja lahko npr. obsegajo spreminjanje, dodajanje in odstranjevanje gradiva. Drugi dovoljujejo dostop brez omejitev. Za organizacijo vsebine se lahko določijo tudi drugačna pravila.
Ward Cunningham, razvijalec prvega wikiprogramja, imenovanega WikiWikiWeb, je wiki prvotno opisal kot »najpreprostejšo spletno podatkovno zbirko, ki bi še lahko delovala«. »Wiki« je havajska beseda, ki pomeni »hiter«.

## Značilnosti
Ward Cunningham in soavtor Bo Leuf sta v svoji knjigi The Wiki Way: Quick Collaboration on the Web, koncept wiki opisala takole:
- Wiki vabi vse uporabnike k urejanju katere koli strani in ustvarjanju novih strani v wikispletišču z uporabo nespremenjenega brskalnika z dodatnimi razširitvami.
- S skorajda intuitivno preprostim ustvarjanjem spletnih povezav in označevanjem ustvarjenih in neustvarjenih ciljnih strani wiki spodbuja smiselno povezovanje tematik med različnimi stranmi.
- Wiki ni skrbno izdelana stran za naključne obiskovalce. Namesto tega poskuša obiskovalce vključiti v neprestani proces ustvarjanja in sodelovanja, ki nenehno spreminja pokrajino spletišča.

Wiki omogoča skupnostim kolaborativno pisanje dokumentov z uporabo enostavnega označevalnega jezika in spletnega brskalnika. Posamezna stran wikispletišča se imenuje »wikistran«, celotna zbirka strani, ki so običajno izdatno medsebojno povezane s hiperpovezavami, pa se imenuje »wiki«. Wiki je pravzaprav podatkovna zbirka za iskanje in brskanje po informacijah ter njihovo ustvarjanje. Wiki omogoča nelinearno, razvijajoče se, kompleksno in omreženo besedilo, argumente in interakcijo.
Osnovna značilnost wikitehnologije je tudi enostavnost ustvarjanja in posodabljanja strani. Pred uveljavitvijo sprememb običajno ni recenzije. Številne wikije lahko prosto ureja splošna javnost, ne da bi se uporabniki morali registrirati. Marsikdaj se urejanja lahko izvedejo v realnem času in se na spletu pojavijo skoraj takoj. Nekateri zasebni wikistrežniki pa lahko za urejanje in včasih celo za branje strani zahtevajo avtentikacijo.
Maged N. Kamel Boulos, Cito Maramba in Steve Wheeler so mnenja, da »iz odprtosti wikijev izhaja pojem darkvikinizma, s katerim opišemo 'socialnodarvinistični proces', ki so mu wikiji podvrženi'. Zaradi odprtosti wikijev in hitrosti, s katero se lahko urejajo njihove strani, gredo strani skozi proces naravne selekecije tako kot živa bitja. 'Neustrezni' stavki in razdelki se brezobzirno izločijo, spremenijo in zamenjajo, s čimer se razvija boljša in relevantnejša stran. Čeprav taka odprtost privlači vandalizem in objavljanje neresničnih informacij, tudi omogoča hitro obnovo 'kakovostnih' wikistrani."

### Urejanje wikistrani
Na razpolago so številni načini urejanja vsebine wikijev. Običajno se struktura in oblika wikistrani določita s poenostavljenim označevalnim jezikom, včasih poimenovanim wikibesedilo (npr. začetek vrstice z zvezdico pogosto začne grafično označeni vrstični seznam). Slog in skladnja wikibesedil se lahko med implementacijami wikijev, od katerih nekateri podpirajo tudi oznake HTML, zelo razlikujeta. Oblikovalci wikijev ta pristop uporabljajo pogosto, saj je HTML težje berljiv in zato manj primeren za urejanje. Wikiji torej dajejo prednost golemu besedilu z manj in preprostejšimi slogovnimi in strukturnimi dogovori, kot jih obsega HTML. Čeprav omejitev dostopa do HTML in prekrivni slogi (CSS) wikijev omejujejo možnosti za prilagajanje strukture in oblike wikivsebine, ima to tudi nekatere prednosti. Omejen dostop do prekrivnih slogov prispeva h konsistentnosti videza in občutja strani, onemogočen JavaScript pa uporabnikom preprečuje vnos kode, ki bi omejila dostopnost drugim uporabnikom.
Wikiji vse bolj uporabljajo urejanje WYSIWYG, običajno podprt z JavaScriptom ali kontrolnikom ActiveX, ki grafično vnesena navodila za oblikovanje prevede v ustrezne HTML-oznake ali wikibesedilo. Pri takih implementacijah se označevanje na novo urejenje, označene različice strani ustvari in predloži strežniku transparentno, pri čemer se uporabniku tehnične podrobnosti skrijejo. Kontrolniki WYSIWYG pa ne podpirajo vedno vseh možnosti, ki jih omogoča wikibesedilo, zato nekateri uporabniki WYSIWYG-urejevalnika ne uporabljajo. Wikiji zato pogosto omogočajo tudi neposredno urejanje wikibesedila. Primer WYSIWYG-urejevalnika je vizualni urejevalnik Mediawikija, ki je na razpolago za urejanje Wikipedije.
Večina wikijev spremembe wikistrani beleži. Pogosto se shrani vsaka različica strani. To pomeni, da lahko uporabniki, kadar je to treba storiti zaradi vnesene napake ali vandalizma, stran vrnejo na starejšo različico. Številne implementacije, npr. tudi MediaWiki, podpirajo vnos povzetkov urejanja. To so kratki povzetki vnesenih sprememb, ki jih uporabniki uporabijo za razlago sprememb, ki so jih vnesli, in se ne shranijo v članku, temveč v podatkih o različicah strani.

### Navigacija
V besedilu večine strani je običajno veliko število nadbesedilnih povezav na druge strani. Ta oblika nelinearne navigacije je bolj značilna za wiki kot za strukturirane oz. formalizirane navigacijske sheme. Ob tem pa lahko uporabniki ustvarjajo tudi strani z vlogo imenskih ali stvarnih kazal s hierarhično kategorizacijo ali drugo želeno organiziranostjo. Te so za vzdrževanje lahko zahtevne, saj več avtorjev piše in briše strani na ad hoc način. Wikiji v splošnem za vzdrževanje tovrstnih kazal omogočajo en ali več način za kategorizacijo ali označevanje strani. Večina wikijev lahko prikaže tudi povratne povezave, tj. povezave na dano stran z druge strani.

### Povezovanje in ustvarjanje strani
Povezave se ustvarjajo z uporabo t. i. vzorca povezovanja. Prvotno je večina wikijev za poimenovanje strani in ustvarjanje povezav uporabljala pristop CamelCase. Pri tem so se povezave ustvarjale s pisanjem besed v besedni zvezi z veliko začetnico in odstranitvijo presledkov med njimi (zgled je sama beseda »CamelCase«). CamelCase omogoča zelo preprosto ustvarjanje povezav, vendar pomeni tudi, da se povezave pišejo v obliki, ki se razlikuje od standardnega črkovanja. Za povezavo na stran z enobesednim naslovom je treba z veliko zapisati eno od črk v besedi (npr. »WiKi« namesto »Wiki«). Wikije, ki uporabljajo CamelCase, je mogoče takoj prepoznati, ker imajo številne povezave z imeni kot npr. »TableOfContents« in »BeginnerQuestions«. Wiki lahko sidro tovrstnih povezav prikaže v običajni obliki s ponovno vstavitvijo presledkov in v nekaterih primerih tudi z malimi črkami. Vendar večjo berljivost sidra omejuje izguba podatkov o pisanju velikih črk. Tako bi se npr. besedna zveza »RichardWagner« morala prikazati kot »Richard Wagner«, medtem ko bi se morala »PopularnaGlasba« prikazati kot »popularna glasba«. Na preprost način ni mogoče določiti, katere velike črke bi morale ostati velike, zato številni wikiji uporabljajo »prosto povezovanje« z oklepaji, pri nekaterih pa je CamelCase po privzetem izklopljen.

### Iskanje
Večina wikijev omogoča vsaj iskanje po naslovu, nekateri pa tudi iskanje po vsem besedilu. Skalabilnost iskanja je odvisna od tega, ali wikipogon uporablja podatkovno bazo. Nekateri wikiji, npr. PmWiki, uporabljajo nepovezane datoteke. Nepovezane datoteke so uporabljale tudi prve različice programja MediaWiki, vendar je bilo v zgodnjih 2000. letih programje popravljenjo, tako da je zdaj to aplikacija s podatkovno bazo. Za hitro iskanje v velikih wikijih je potreben indeksiran dostop do podatkovne baze. Za iskanje v wikiju pa se lahko uporabijo tudi zunanji iskalniki, npr. Google Search.

## Zgodovina
Prvi wiki je bil WikiWikiWeb. WikiWikiWeb je leta 1994 začel razvijati v Portlandu (v Združenih državah Amerike) Ward Cunningham. Na internetno domeno c2.com pa ga je namestil 25. marca 1995, poimenoval pa ga je po avtobusu Wiki Wiki Shuttle, ki povezuje letališke terminale in mu ga je na Mednarodnem letališču Honolulu priporočil eden od zaposlenih. Cunningham je pozneje povedal, da je ime »wiki-wiki izbral kot aliterativni nadomestek za 'hitro' in se s tem izognil poimenovanju hitri-splet."
Cunninghama je deloma navdihnila Appleova kartica HyperCard. Apple je izdelal sistem, ki je uporabnikom omogočal ustvarjanje virtualnih »kupov kartic« za povezave različnih kartic. To zamisel je Cunningham dopolnil tako, da je uporabnikom omogočil »medsebojno komentiranje in spreminjanje besedila«
Na začetku 21. stoletja so se wikiji vse več uporabljali v podjetništvu kot kolaborativno programje. Pogosto so se uporabljali za projektno komuniciranje, intranete in dokumentiranje, sprva za tehnične uporabnike. Danes wikije nekatera podjetja uporabljajo kot edino kolaborativno programje in kot zamenjavo za statične intranete, nekatere šole in univerze pa za skupinsko učenje. Uporaba wikijev je morda večja za požarnimi zidovi kot na javnem internetu.
15. marca 2007 se je beseda wiki pojavila v spletnem slovarju angleščine Oxford English Dictionary. Med slovenskimi slovarji jo je prvi vključil Bibliotekarski terminološki slovar, ki je izšel avgusta 2012.